# NHL 06

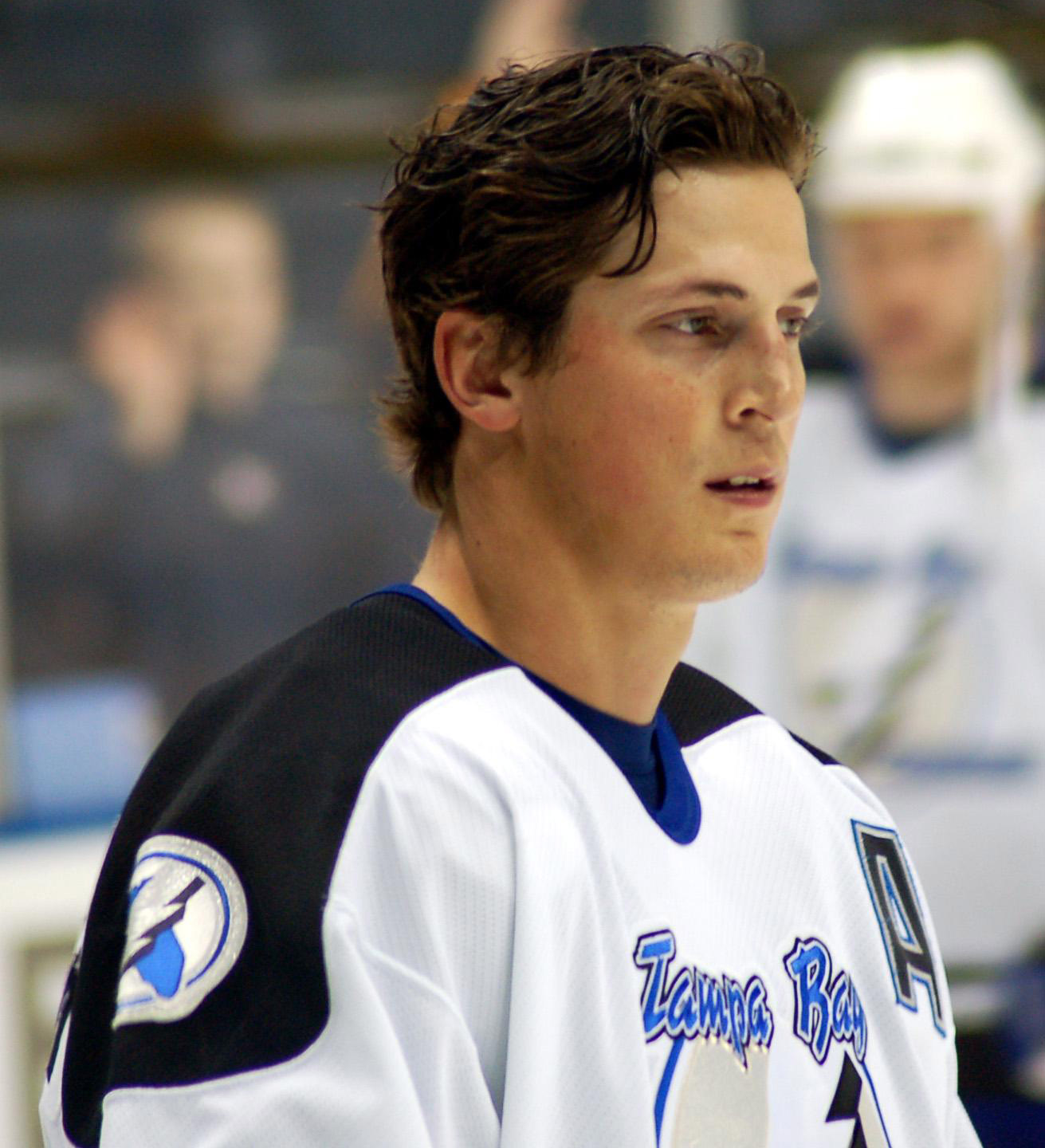
Vincent Lecavalier syns på spelomslaget.

NHL 06 är ett ishockeyspel från 2005 som släpptes till Windows, Gamecube, Xbox och Playstation 2. Vincent Lecavalier medverkar på spelets omslag, i Finland är det Tuomo Ruutu som syns på spelets omslag.

## Funktioner
Spelet innehåller nya regler och finesser. Möjligheten att skapa egna spelare kommer tillbaks som inte fann tidigare i föregångaren NHL 2005. Spelet har förutom NHL-lag och landslag även lag från Elitserien, Deutsche Eishockey Liga och FM-ligan, HC Davos är ett nytt spelbart som Egna lag som är det enda klubb i spelet som kommer från Schweiz. För första gången får spelet svenska kommentatorer i den svenska versionen med Arne Hegerfors och Anders Parmström utom i Gamecube-versionen. I Playstation 2-versionen av spelet kan man spela NHL Hockey 94. NHL Hockey 94 har inte samma laguppställningar som det ursprungliga spelet hade.

## Musik
- American Head Charge - "Loyalty"
- Animal Alpha - "Bundy"
- Avenged Sevenfold - "Bat Country"
- Beatsteaks - "Atomic Love"
- Billy Talent - "Red Flag"
- Bullet for My Valentine - "4 Words (To Choke Upon)"
- Fall Out Boy - "Our Lawyer Made Us Change the Name of This Song So We Wouldn't Get Sued"
- Institute - "Bullet-Proof Skin"
- Kaiser Chiefs - "Saturday Night"
- Mando Diao - "Down in the Past"
- OK Go - "Do What You Want"
- Pennywise - "Knocked Down"
- Rock 'N' Roll Soldiers - "Flag Song"

## Mottagande
- Gamespot: 7,6/10
- IGN: 8,5/10
- Super Play: 6/10

### Fotnoter
1. ↑  ”NHL 06” (på engelska). Mobygames. 10 mars 2005. http://www.mobygames.com/game/nhl-06. Läst 18 juni 2016.